# 인디라 간디
인디라 프리야다르시니 간디(Indira Priyadarśinī Gāndhī, 데바나가리: इन्दिरा प्रियदर्शिनी गान्धी, IPA: [ɪnd̪ɪraː prɪjəd̪ərʃɪniː gaːnd̪ʰiː], 1917년 11월 19일 ~ 1984년 10월 31일)는 인도의 정치인 가문 · 정치인이다. 인도의 총리로, 1966년 1월 19일부터 1977년 3월 24일까지, 그리고 1980년 1월 14일부터 1984년 10월 31일에 살해당할 때까지 두 차례에 걸쳐 총리를 역임했다. 인도의 첫 여성 총리로, 현재까지도 여성으로서는 유일하다.
인도의 독립 후 초대 총리를 맡은 정치인 자와할랄 네루의 딸이자 후임자 라지브 간디의 모친인 인디라 네루는 정치적 지도층 가문에서 태어났다. 조국을 위한 그녀의 활동은 자신의 정체성의 핵심적인 일부였고, 친구나 평범한 가족 생활보다 그녀에게 더 익숙했다. 인도가 영국에서 독립하기 오래 전에 그녀의 조부는 식민지 이후의 정부를 위한 체제를 기획하였다. 자신의 부친이 총리를 지내는 동안 인디라는 부친의 측근이자 가문의 여주인으로서 아버지의 옆을 지켰다. 그녀는 조국의 지도자로서 자신을 내보였으며, 조국을 위해 헌신했다.
인디라 간디는 인도에서 가장 두드러지고, 논쟁적인 정치적 지도자들 중의 하나였다. 그녀는 조국을 근대화하기를 원했고, 핵무기 보유국이 되는 것을 감독했다. 그녀는 빈곤을 박멸하려 했으며 인구의 감소가 근본적인 필요사항이라고 생각했다. 변화를 위한 그녀의 노력은 어쩌다 그녀가 민주주의를 유보하는 것으로 보이게 했다. 그녀는 '적게 이야기' 하고 '더 많은 일'을 하고 싶어했다. 하지만 그녀 자신이 믿었던 것이 국민들을 위한 가장 좋은 것이었는지는 의심스러운 부분이 있었다. 그녀는 1984년에 시크교도 경호원들 중 한 명에 의해 피살됐다. 후에 암살범 2명중 1명은 1984년 10월 감옥에서 암살당했고, 다른 1명은 1989년 1월 7일 교수형으로 처형되었다.

## 어린 시절

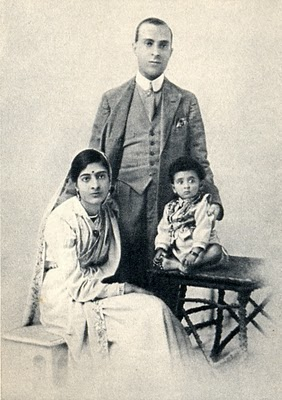
네루 가족 (오른쪽이 1세의 인디라)

네루 가족은 잠무 카슈미르주와 델리의 브라만들로 그들의 선조를 거슬러 올라갈 수 있다. 인디라의 조부 모틸랄 네루는 우타르프라데시주에서 알라하바드의 부유한 법정 변호사였다. 모틸랄은 자신 세대의 인도 국민회의의 가장 현저한 의원들 중의 하나였다. 그는 영국의 제도를 대체하는 데 훗날의 인도 정부 제도를 위한 국민의 선택권 네루 리포트의 저자였다.
인디라의 부친 자와할랄 네루는 잘 교육을 받은 변호사이자 인도 독립운동의 인기있는 지도자였다. 인디라는 네루와 그의 젊은 부인 카말라에게 태어난 외동딸이었다.
인디라가 2세 경에 그녀의 부모는 마하트마 간디와 함께 독립 운동에 들어갔다. 네루의 집은 가끔 독립 운동에서 연루된 것들을 위한 만남의 장소였으며 어린이 만을 위한 불규칙적인 환경을 창조하였다.
인디라는 인도와 스위스에서 성장하면서 자신의 모친에 의하여 크게 보살펴졌다. 모친 카말라는 네루의 가정으로부터 병약하고 이간되어 강한 보호적 본능과 고독한 인격을 개발하는 데 자신의 딸에게 영향력을 주었다. 그녀의 조부와 부친은 국내 정치에 빠뜨려졌다. 이 일은 또한 그녀의 동료들과 어렵게 섞이도록 만들었다. 어린 인디라는 사실로 안정된 가족 생활 혹은 보통의 어린 시절을 전혀 경험하지 못하였다.

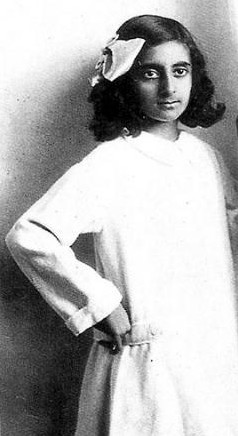
어린 시절의 인디라 간디

지도력은 인디라를 위하여 일찍이 나타났다. 그녀는 자신이 어린 소년과 소녀들을 위하여 "바나라 세나" (원숭이들의 육군)를 창조할 때 12세 경이었다. 단체는 인도 독립운동에서 작지만 두드러진 역할을 하였다. 어린이들은 항의와 깃발 행렬들을 지속하였고, 의회 정치인들이 민감한 발간들과 금지된 제재들을 배부하는 도움을 주었다. 가끔 말해진 이야기에서 인디라는 1930년대 초반에 자신의 학교 가방에 부친의 집으로부터 주요 혁명적 주도권을 위한 계획들을 개설한 중요한 문서를 밀수하였다. 부친의 집은 당시 경찰의 감시 아래 있었다.
1934년 모친 카말라는 결국 장기적 분투 후에 결핵으로 사망하였다. 당시 인디라는 17세였다.
그녀는 라빈드라나트 타고르의 비스바 - 바라티 대학교와 옥스퍼드 대학교를 포함한 현저한 인도, 유럽과 영국의 학교들에서 자신의 교육을 받았다.
유럽 대륙과 영국에서 자신의 세월에 그녀는 젊은 파시교도 의회 활동가이자 저널리스트 페로제 간디를 만나 1942년에 결혼하였다. (페로제는 마하트마 간디와 성씨가 같지만 친족이 아니었다.) 결혼은 영국의 식민주의자들에 대항하는 데 마하트마 간디와 국민회의에 의하여 발포된 국내적 반란 8월 운동이 시작되기 겨우 전에 일어났다. 결혼한 지 짧은 후에 간디 부부는 체포되어 전복의 고발들에 유치되었다. 그들은 1942년 9월 11일부터 독립 운동에서 그들의 연루를 위하여 1943년 5월 13일까지 투옥되었다.
1944년 페로제 간디에게 결혼한 인디라 네루는 이제 "인디라 간디"로 알려지게 되었다. 그녀는 첫 아들 라지브를 낳았고, 2년 후 둘째 아들 산제이 간디에 의하여 이어졌다.
1947년 혼란한 인도의 분할이 일어난 동안 인디라는 난민 수용소를 결성하고, 파키스탄에서 온 수백만 명의 난민들을 위하여 의료소를 마련하는 도움을 주었다. 이 일은 주요 사회 봉사에서 그녀의 첫 연습이었고, 그 일은 다가오는 세월의 소란을 위한 가치적인 경험이었다.
부부는 페로제가 인도 국민회의 신문과 보험 회사를 위하여 일을 한 알라하바드에 정착하였다. 그들의 결혼 생활은 잘 시작되었으나 인디라가 높은 곤란의 환경에 홀로 살고 있던 자신의 부친의 편에 있는 데 델리로 이주할 때 악화되었다. 그는 1947년 영국으로부터 인도의 독립에 초대 총리가 되었다. 그녀는 그의 절친한 친구, 서기이자 간호사가 되었다. 그녀의 아들들은 델리에서 그녀와 살았다.
1952년 인도의 첫 총선이 접근할 때 간디는 자신의 부친과 라에바렐리의 선거구를 겨루고 있던 자신의 남편 둘다의 선거 운동들을 관리하였다. 페로제는 선거에 나가는 데 자신의 결정에 네루를 상담한 적이 없다. 자신이 선출되었어도 페로제는 델리에서 별거에 살기로 선택하여 부부의 분리를 지속하였다. 페로제는 국영화된 보험업에서 주요 스캔들을 폭로하면서 부패에 대항하는 입장을 취하기 위하여 평판을 개발하였다. 이 일은 네루의 측근자 재무장관의 사임에 결과를 가져왔다. 스캔들의 긴장은 간디의 결혼 생활에서 긴장 만을 증대하였다.
1957년 재선이 있던 짧은 후에 페로제는 그와 인디라 사이에 깨진 결혼 생활을 극적으로 고친 심근 경색을 겪었다. 카슈미르에서 그를 회복하는 도움을 주는 데 그의 편에서 가족은 가까이 자라났다. 그러나 페로제는 인디라가 네루와 해외에 있는 동안 1960년 9월 8일 사망하였다.

## 정치적 경로에 대한 헌신에는 기복이 있다

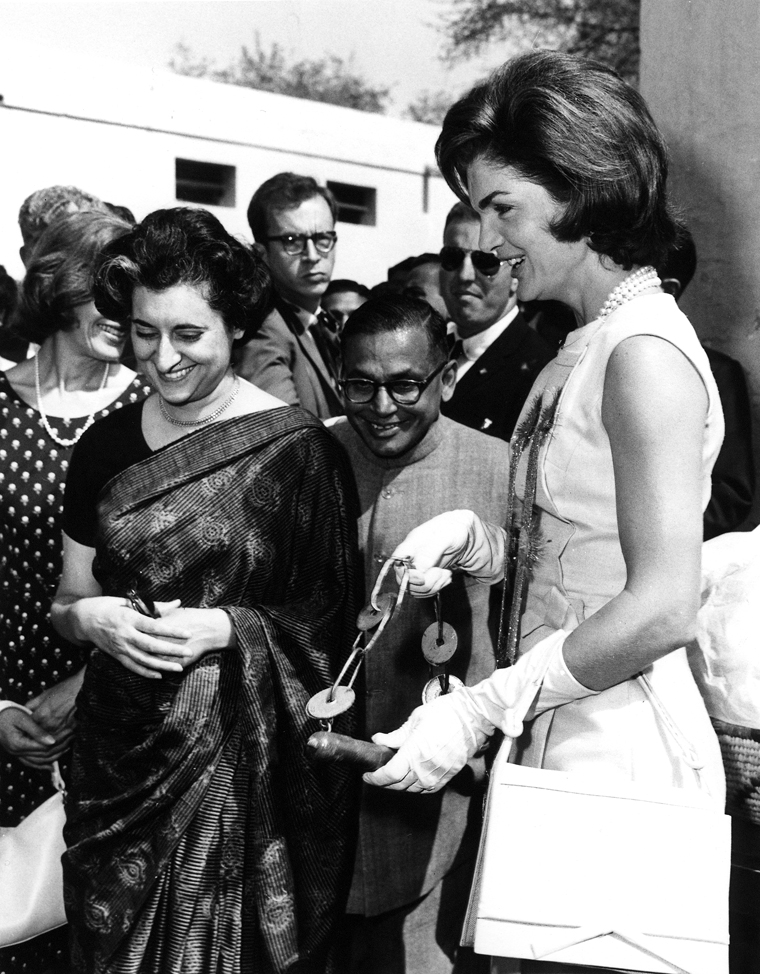
인도를 방문한 재클린 케네디 여사와 함께

1959년과 1960년 동안 인디라 간디는 인도 국민회의의 총재를 위하여 나가 선출되었다. 그녀는 온당하게 선출되는 데 4번째 만의 여성이었다. 이 시간 동안 그녀는 또한 부친의 수석 보좌관으로 활동하였다. 흥미있게도 네루는 자신의 딸이 자신의 수석의 일부로서 가끔 공식적 혹은 비공식적으로 지냈어도 족벌주의의 음성 상대로 알려졌다. 인디라는 1962년 선거에서 의석을 추구하지 않았다.
네루는 1964년 5월 27일 사망하였다. 새 총리 랄 바하두르 샤스트리의 주장에 인디라 간디는 선거들을 겨루어 정부에 가입하였다. 그녀는 4번째로 가장 높은 내각 계급인 정보·방송부 장관으로 즉시 임명되었다.
힌디어가 남부의 비힌디어 사용 주들에서 시작된 국민 언어가 된 것에 폭동들이 있을 때 간디는 마드라스로 갔다. 그녀는 거기서 공무원들에게 말하면서 공동체 지도자들의 노여움을 달래고 영향을 받은 지역들을 위하여 재건 운동들을 감독하였다. 샤스트리와 연장 장관들은 당혹하여 이런 의안 제출권의 자신들의 부족함에 돌렸다. 동시에 외교에서 간디의 능력과 소동의 표면에서 교요함이 일어났다.
장관 간디의 활동들은 샤스트리 혹은 자신 소유의 정치적 승진에서 직접 목표 삼지 않았을 것이다. 그러나 그녀는 대중매체의 지각과 정치의 예술과 광고에서 숙련자로 알려졌다. 그녀는 보고적으로 자신의 장관직의 나날의 기능의 상세에서 이득을 결핍하였다.
정보·방송부 장관으로서 그녀의 재직 기간 동안 많은 인도인들은 문맹자들이었고, 정보를 위하여 라디오와 텔레비전에 의지하였다. 간디는 비용이 많이 들지 않는 라디오들의 분배에 용기를 주었다. 그녀는 가족 계획을 위한 프로그램을 소개하기도 하였다.
1965년 인도-파키스탄 전쟁이 일어날 때 간디는 스리나가르의 경계 지방에서 정기 휴가를 보내고 있었다. 그녀는 파키스탄의 폭도들이 도시에 가장 가까이 침투했다고 육군에 의하여 경고를 받았다. 그러나 그녀는 잠무 지방 혹은 델리로 이전하는 데 거부하였다. 자신의 용기와 결심을 논증한 간디는 지방 정부를 규합하여 국가를 안심시키는 효과에 대중매체의 주의를 맞이하였다.
소련에 의하여 중재된 파키스탄의 아유브 칸과 평화 협정을 서명한지 몇시간 후에 샤스트리는 1966년 사망하였다. 샤스트리는 일치의 후보자로 지내와 좌우의 격차에 다리를 놓고 인기있는 보수적 모라르지 데사이를 저지하였다.
총리 지위를 위하여 다양한 후보자들은 누가 샤스트리를 대체할 수 있나에 동의할 수 없었다. 결국, 인디라 간디는 자신이 쉽게 교묘한 처리로서 숙고된 이유로 부분적으로 타협 후보로서 4위에 놓였다. 사실 그녀는 비상한 실력들과 점착력을 논증하였다. 그녀는 권위주의의 경향과 함께를 제외하고는 완고하고 통찰력이 있었다. 많은 세월 후에 이 비참한 오산을 위한 설명들을 추구한 당시 인도 국민회의 의장 쿠마라스와미 카마라지는 아무 비용에서 간디를 총리로 만드는 데 자신이 네루에게 개인적 맹세를 이루었다는 이상한 요구를 만들었다. 당시 그와 다른이들은 군기 구디야 (벙어리 인형)으로 그녀를 면직하였다.
인도 국민회의의 투표에서 간디는 민주주의를 이끄는 데 처음이자 마지막 여성은 물론 인도의 3대 총리와 그 직위를 보유하는 첫 여성이 되는 데 모라르지 데사이를 355 표에 169 표로 꺾었다. 총리로서 간디는 현대화하는 데 야망적이었다. 그녀는 강하게 과학과 기술을 흥행하였다. 그녀는 또한 인도의 시민들의 생활을 향상시키고, 이웃 중화인민공화국과 소련과 관계들을 향상시키는 일을 하기도 하였다. 그녀의 지도력은 세계에서 빠르게 자라나는 경제들 중의 하나가 되었을 때 인도의 운명에 강한 영향을 주었다. 여성이 전통적으로 남성에게 공헌한 국가에서 지도자로 간디의 상승은 거대한 용기를 가져갔고, 인도인 여성 뿐만 아니라 제3세계의 여성들에게 영감이었다.
1971년 간디는 "빈곤 폐지" 슬로건을 이용하여 재선되었다.

## 핵무기 안정과 국제외교

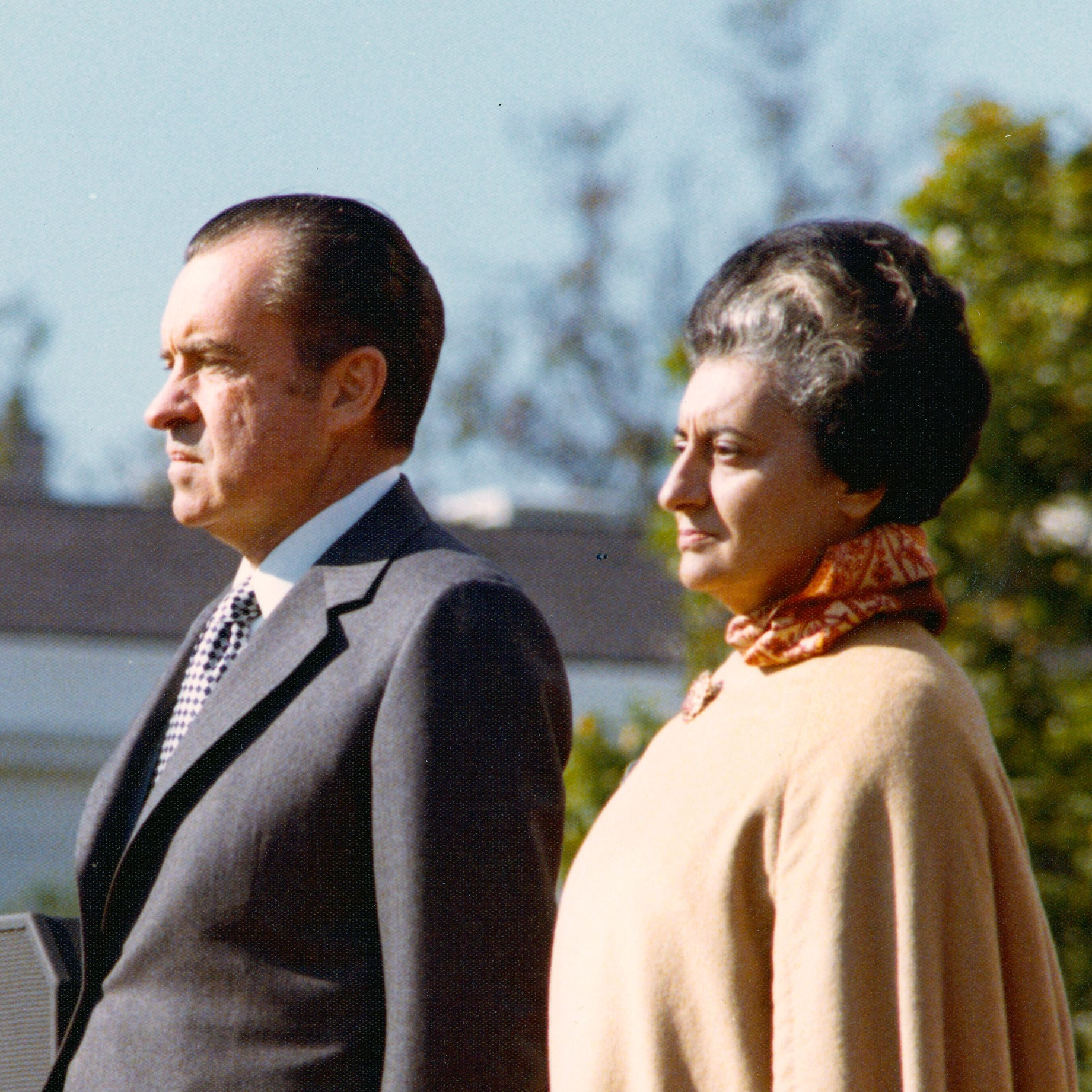
리처드 닉슨과 간디 (1971년)

1971년 전쟁이 일어나는 동안 미국은 서파키스탄, 특히 카슈미르의 논쟁된 영토에 더욱 넓은 공격을 발포하는 구실로서 동파키스탄에서 보고된 대량 학살에 대항하는 데 인도에 경고로서 벵골만으로 미국 해군 7호를 보냈다. 이 운동은 서방 세계로부터 더욱 인도를 이간하였다.
결과로서 간디 총리는 국가 안정과 외교 정책에서 이전적으로 신중한 새로운 방향을 촉진하였다. 인도와 소련은 일찍이 상호 협동 우호 조약을 맺었다. 결과적으로 소련이 공급한 정치적과 군사적 후원은 1971년 전쟁에서 실질상 인도의 승리로 공헌하였다.
간디는 중화인민공화국으로부터 핵무기 위협과 2개의 주요 초강대국의 침입적인 이익이 인도의 안정과 안전에 도움이 되지 않은 것을 빋어 국내 핵무기 프로그램을 촉진하였다. 그녀는 1주간 정상 회담을 위하여 파키스탄의 새 대통령 줄피카르 알리 부토를 심라로 초청하기도 하였다. 회담의 거의 실패 후에 두 정상은 협상들과 평화적 의미들에 의하여 카슈미르 논쟁을 해결하는 데 두 나라를 경계지은 심라 협정을 맺었다. 그 일은 인도의 조건들에 따라 방문한 파키스탄의 총리를 협정을 맺는 데 만든 큰 대책에서 간디의 완고였다.
인디라 간디는 93,000명의 전쟁 포로들이 인도의 통치 아래 있던 굴욕적인 파키스탄으로부터 카슈미르의 파키스탄 점령 분배를 끌어내지 않은 것으로 무겁게 비판을 받았다. 그러나 협정은 즉각의 유엔과 제3당의 간섭을 삭제하였고, 가까운 미래에 주요 공격을 발포하는 파키스탄의 가능성을 거대하게 축소하였다. 민감한 논쟁에 부토로부터 절대적 항복 문서를 요구하지 않으면서 그녀는 안정시키고 정상화하는 데 파키스탄을 허용하였다. 간디의 태도는 현명과 파키스탄의 곤경을 위한 동정심의 없는 작은 단계를 보였다. 많은 세월 동안 많은 연락이 동결된 것으로 남아있었어도 무역 관계들도 또한 정상화되었다.
1974년 인디라 간디는 라자스탄주 포크란의 사막 마을 근처에 비공식적으로 "Smiling Buddha"로 불린 암호로 지하 핵무기 실험을 성공적으로 지휘하였다. 실험을 "평화적인 목적들을 위한" 것으로서 묘사된 인도는 그럼에 불구하고 세계의 최연소 핵무기 보유국이 되었다.
알아요  압둘 칼람 그가 그랬을 때 과학박사 우리 둘은 직장에서 꽤 친해요. 우리는 1980년에 만났고 이것이 인도 과학에 대한 나의 희망이라고 할 수 있다.

## 녹색 혁명
1960년대에 발포된 특별 농업 혁신 프로그램들과 여분의 정부 후원은 결국 인도의 장기간에 걸친 식량 부족들이 차차 밀, 쌀, 면화와 우유의 생산 과잉으로 변형시킨 결과를 가져왔다. 인도는 식량 수출국이 되었고, "녹색 혁명"으로 알려진 것에 그 상업적 곡식 생산을 다양화하기도 하였다. 동시에 "백색 혁명"이 특히 어린이들 사이에 영양 부족을 싸우는 데 도움을 준 우유 생산에서 확장이었다. 사회주의적인 동안 간디의 경제 정책들은 주요 산업화를 가져오기도 하였다.

## 비상사태
간디 정부는 1971년 그녀의 중대한 위임에 이어 주요 문제들을 향하였다. 인도 국민회의 내부 조직은 다수의 분파 아래 쇠태하여 그 선거 행운들을 위하여 간디의 지도에 전체 의지하는 데 놓았다. 녹색 혁명은 계급들 아래 인도의 막대한 생활들을 변형시키고 있었으나 속력과 함께 혹은 "가리비 하타오" 아래 약속된 매너에서가 아니었다. 직업 증대는 석유 수출국 기구의 유류 파동에 의하여 일으켜진 세계적인 경기후퇴를 따라간 넓게 퍼진 실업을 억제하는 데 보조를 맞추지 않았다.
간디는 이미 권위주의를 향한 경향들에 기소되었다. 자신의 강한 의회적 다수를 이용한 그녀는 인도 헌법을 수정하여 연방 제도 아래 승인된 신분들로부터 권력을 빼앗었다. 중앙 정부는 "법률이 실행되지 않고 혼란하면서" 야당들에 의하여 통치되었다고 간주된 신분들에 의한 헌법의 조항 356조 아래 두번이나 "대통령의 규칙"을 강요하여 그 신분들의 행정적 지배를 이겼다.
산제이 간디는 그녀의 권력이 올라가는 동안 간디의 선택한 전술가 P. N. 학사르 같은 남자들의 지출에 인디라 간디의 가까운 정치적 조언자가 되었다. 선출된 공무원들과 행정적 근무들은 산제이의 자라나는 영향력을 분개하였다. 자야 프라카슈 나라이안, 람 마노하르 로히아와 아차리아 지바트람 크리팔라니 같은 명성 있는 국민 대중의 인물들과 전직 반체제 운동가들은 북부 인도를 순회하여 활동적으로 간디 정부에 대항하는 연설을 하였다.
1975년 6월 알라하바드의 고등 법원은 간디 총리가 자신의 선거 운동과 당의 업무에서 공무원들을 고용한 것이 유죄 판결을 내렸다. 기술적으로 이 일은 선거 사기를 구성하였다. 따라서 법원은 의회에서 그녀의 의석으로부터 그녀를 물러나게 하는 명령을 내리고 6년 동안 선거에 나가는 것으로부터 그녀를 금지시켰다.
간디는 결정을 호소하였다. 야당들은 한 묶음으로 규합하여 그녀의 사임을 요구하였다. 조합들에 의한 파업들과 항의 대집회들이 많은 주들에서 생활을 무효화하였다. 자야 프라카슈 나라이안의 자나타 당 연정은 비무장의 민중에 해고하는 데 의문된다면 명령들을 불순종하는 데 경찰을 불르기도 하였다. 공공적 각성은 어려운 경제 시간들과 동정심이 없는 정부와 합쳤다. 큰 집회가 국회의사당과 델리에 있는 간디의 저택을 둘러싸면서 책임지고 행동하고 사임하는 데 그녀를 요구하였다.
간디 총리는 비상사태를 선언하는 데 파크루딘 알리 아메드 대통령을 조언하여 파업과 집회들은 "내부의 소란"의 국가를 창조하고 있다고 주장하였다. 아메드는 옛 정치적 동맹자였다. 인도에서 대통령은 홀로 선출된 총리의 조언에 활동한다. 따라서 헌법의 조항 352조 아래 내부의 혼란 때문에 비상사태가 6월 26일 선언되었다.
국회에 의하여 비상사태 선언이 비준되기 전에 마저 간디는 파업과 항의들을 해산하는 데 경찰과 군대를 소집하였다. 그녀는 전부의 야당 지도자들을 체포하는 명령을 내렸다. 많은이들은 처음 1930년대와 1940년대에 영국에 의하여 투옥된 남자들이었다. 소등 명령들을 강요하는 데 권력과 구금의 제한 없는 권력들은 경찰에게 승인되었다. 모든 발표들은 정보·방송부를 위하여 직접 검열되었다. 선거들은 불명확하게 연기되었고 비의회적 주 정부들은 퇴거되었다.
간디는 더욱 나가서 국회에서 투표될 필요가 없던 법령들을 발포하는 데 아메드 대통령을 이용하여 자신과 산제이가 법령에 의하여 지배하는 데 허용하였다. 훗날의 총리이나 당시 간디의 정보·방송부 장관 인데르 쿠마르 구지랄은 자신의 장관 업무에서 산제이의 간섭을 항의하는 데 사임하였다.
총리의 비상사태 규칙은 19개월이나 걸렸다. 이 시간 동안 논쟁의 악의가 연루되어 국가는 중요한 경제와 산업의 진보를 이루었다. 이 일은 노조와 학우회의 훈련은 물론 공장, 학교와 대학들에서 파업들에 대항하는 정책들의 이유로 우선이었다. 여러 곳의 게시판들에 바테인 캄, 캄 지아다 (적게 이야기 하고, 더 많은 일을 하자) 슬로건과 함께 공용으로 생산성이 증가하였고 행정은 능률적이었다.
부패가 남아있었어도 세금 탈세는 열광적인 공무원들에 의하여 축소되었다. 농업과 산업 생산은 간디의 20 포인트 프로그램 아래 숙고적으로 확장되었다. 국제 공동체에서 인도의 재정적 신분 만큼 세입이 증가하였다. 거의 중산층 계급들은 형세와 함께 자신들의 불만을 품는 동안 그 것을 가치있는 것으로 찾아냈다.
동시에 의견 차이를 억누르는 데 엄격한 캠페인은 뒤이어 일어난 수천명의 정치적 활동가들의 체포와 고문을 포함하였다. 델리의 자마 마스지드 주위에 빈민가들은 산제이에 의하여 명령이 내려지고, 자그모한에 의하여 수행되면서 처리되었다. 이 활동은 수만명의 국민들을 노숙으로 놓았고, 수천명 이상이 살해되었다. 이 일은 또한 국가의 수도의 영구적인 슬럼화로 이끌었다. 가족 계획 프로그램은 수천명의 부친들에 강제적으로 정관 수술을 강요하였고, 가끔 부족하에 관리되어 21세기로 들어가 지속된 가족 계획에 대항하는 공공적 노여움을 양성하였다.
1977년 거대하게 자신의 인기를 잘못 판단한 간디는 선거를 실시하였고 인도 인민당/자나타 당 연정에 의하여 완전히 패하였다. 자나타 당은 그녀의 장기적 라이벌 데사이에 의하여 지도되었다. 그는 선거들이 "민주주의와 독재" 사이에 선택하는 데 인도를 위하여 마지막 기회였다고 주장하였다. 간디의 당의 패배에 이어 그녀는 수상에서 물러나는 데 동의하였다.

## 축출, 구속과 복귀
데사이는 총리가 되었고, 1969년 설립의 선택 닐람 산지바 레디가 대통령이 되었다. 간디는 자신의 의석을 잃고, 업무, 소득 혹은 저택 없이 자신을 찾았다. 인도 국민회의는 갈라지고 자그지반 람 같은 베테랑 간디 후원자들은 자나타 당을 위하여 그녀를 버려두었다. 공식 야당에 불구하고, 인도 국민회의는 이제 국회에서 아주 작은 단체였다.
다루기 어려운 연정 투쟁 때문에 통치하지 못하자 자나타 당 정부의 내무 장관 차란 싱은 다수의 고발에 인디라와 산제이 간디의 체포를 명령내렸다. 그녀의 체포와 장기적 재판은 정부에 의하여 희생된 무력한 여성의 이미지를 계획했기 때문에 운동은 실패하였다. 이 일은 간디의 정치적 부활을 일으켰다.
자나타 당 연정은 간디의 그 증오 만에 의하여 연합되었다. 자유가 돌아왔어도 정부는 기초적 필요함에 거의 정신이 차려지지 않은 내부 항쟁에 의하여 아주 꼼짝 못하였다. 간디는 상황을 자신의 장점으로 이용할 수 있었다. 그녀는 다시 공공적 연설을 시작할 수 있었고, 잠자코 비상사태가 있는 동안 만들 실수들을 사과하여 비노바 바베 같은 우상들로부터 성원을 얻었다. 데사이는 1979년 6월 사임하였고, 싱이 대통령에 의하여 총리에 임명되었다.
싱은 자신의 자나타 당 연정과 정부를 형성하는 데 시도하였으나 다수를 결핍하였다. 차란 싱은 인도 국민회의 의원들의 성원을 위하여 간디와 함께 교섭하였고 자신의 가장 큰 정치적 상대의 자신의 민활한 나약성에 의한 소란을 일으켰다. 단기간의 간격 후, 그녀는 자신의 시초적 성원을 회수하였다. 레디 대통령은 의회를 해산하고, 1980년 맑은 선거를 소집하였다. 간디의 인도 국민회의는 다수의 압승과 함께 권력으로 돌아왔다.

로널드 레이건 대통령과 백악관 주위를 산책하는 인디라 간디 총리

## 블루스타 캠페인 및 암살 사건
간디의 이후의 세월들은 펀자브주에서 문제들과 믿어졌다. 지방 종교적 지도자 자르나일 싱 빈드란왈레는 지방적 아칼리 달 당으로 양자 택일로서 지방 의회에 의하여 처음으로 세워졌다. 한번 그의 활동들이 폭력으로 전환될 때 그는 과격론자와 분리주의자로 통렬히 비난을 받았다. 1981년 9월 빈드란왈레는 암리차르에서 25일간 체포되었고, 그러고나서 증거 부족의 이유로 석방되었다. 그의 석방 후에 그는 메타 초우크에서 자신의 본부를 황금 사원 구역 안에 구루 나나크 니와스로 옮겼다.
빈드란왈레의 단체의 투쟁에 의하여 방해된 간디는 1984년 6월 3일 일어난 "블루 스타 작전"에서 빈드란왈레와 그의 부하들을 제거하는 데 황금 사원을 강습하는 군대 허가를 주었다. 많은 시크교도들은 자신들의 가장 신성한 사당의 장식으로 숙고한 곳에 격노하였다. 이 활동은 이날에 심한 논쟁을 남긴다. 이 공격에서 20,000명 이상의 시크교도 시민들이 살해되었다.

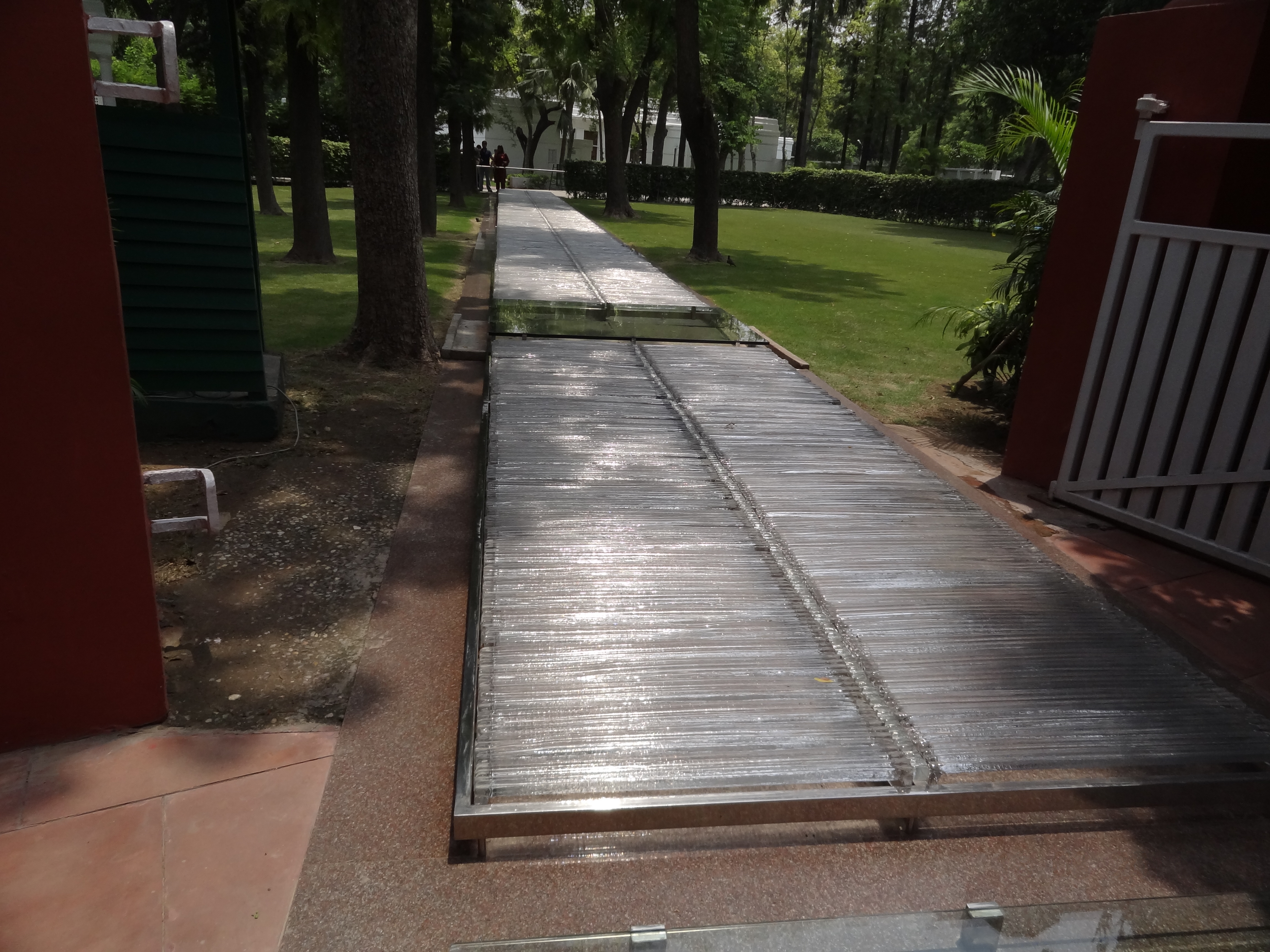
인디라 간디가 암살된 지점은 인디라 간디 기념관에서 수정 오솔길에 유리 통로에 의하여 흔적을 남겼다.

10월 31일 뉴델리 사프다르중 1번지에 있는 총리 관저의 정원에서 인디라 간디의 시크교도 경호원 사트완트 싱과 베안트 싱이 그녀를 살해했다. 그녀가 영국의 배우 피터 유스티노프에 의하여 회견하러 걸어가고 있으면서 그녀는 협문을 지났으며 사트완트와 베안트에 의하여 경호되었다. 전통적 인도식에 그들을 인사하는 데 그녀가 몸을 굽힐 때 그들은 자신들의 반자동식 기관총과 함께 사격을 개시하였다. 그녀는 자신의 공식 자동차에서 병원으로 가는 중에 사망하였다. 인디라 간디는 많은 시간 후까지 사망으로 선언되지 않았다.
11월 3일 간디는 라지가트에서 화장되었다. 그녀의 사망 후, 반 시크교 학살들이 뉴델리를 던져 넣고, 전국을 가로질러 퍼져 수천명을 살해하고 수만명을 노숙자로 놓았다. 폭력에서 감독의 중립적 업저버들에 의하여 장기적으로 고발된 델리 프라데슈 회의 위원회의 많은 지도자들은 몇년 후에 살인과 방화에 유인으로 재판을 받았다. 그러나 사건들은 빈드란왈레의 입장에서 증거의 부족으로 전부 각하되었다.
1985년 간디는 베트남 정부로부터 금성훈장 베트남(Golden Star Medal)을 받았다. 베트남 최고의 영예 중 하나이며 그녀의 아들은 라지브 간디 그녀를 대신해 받아들여졌다.베트남과 인도의 협력 관계.

## 네루-간디 가
시초적으로 산제이 간디는 공공적 생활에서 인디라 간디의 선택된 상속인으로 지내왔다. 항공기 사고에서 산제이의 사망 후, 그의 모친은 마음 내키지 않는 라지브 간디를 항공 조종사로서 그의 직업을 그만두고 1981년 2월 정계에 입문하는 데 설득시켰다. 그는 그녀의 사망에 이어 총리가 되었다. 1991년 5월 그도 또한 타밀일람 해방 호랑이 투사들의 손에 의하여 암살되었다. 이탈리아 출신이자 라지브의 미망인 소냐 간디는 2004년 로크 사바 선거들에서 새로운 인도 국민회의 연정을 놀라운 승리로 이끌어 아탈 비하리 바지파이와 그의 국민민주동맹을 권력으로부터 몰아냈다.
소냐 간디는 총리직을 취하는 데 기회를 거절하는 데 논쟁적 결정을 이루었으나 의회의 정치적 기구의 통치에 남아있다. 시크교도이자 네루-간디 가에 충실한 만모한 싱 박사가 국가를 이끌었다. 라지브의 자식들 라훌 간디와 프리얀카 간디도 또한 정계에 입문하였다.
산제이 간디의 사망 후, 인디라 간디와 싸운 그의 미망인 마네카 간디는 주요 야당 인도 인민당의 활동적인 의원이다. 산제이의 아들 바룬 간디는 자신의 모친과 나란히 일을 한다.
자주 네루-간디 가로 불리었어도 인디라 간디는 마하트마 간디와 전혀 관련이 없었다. 마하트마는 가족 친구였다. 그녀의 이름에 간디는 페로제 간디에게 그녀의 결혼 생활로부터 왔다.

## 같이 보기
- 네루
- 라지브 간디
- 마하트마 간디
- 시크교
- 《세계사 편력》 : 아버지 자와할랄 네루가 인디라 간디에게 보낸 편지가 책으로 엮인것이다.
- 인디라 간디 국제공항